# Бахтіни
Бахтіни — старовинний російський дворянський рід, що походить від Воїна Івановича Бахтіна, що був нагороджений в 1613 році маєтками за «многие служби в лихолетье».
Онук Воїна, Федір Анисимович, був нагороджений за участь у війні з кримським ханом і «салтаном турским» маєтками в Московському повіті в 1674 році. Цей рід записаний в VI частину родовідної книги Орловської губернії.
Є ще старий дворянський рід Бахтінів, з якого походять Микола і Іван Івановічі Бахтіни і сенатор Іван Іванович, що помер в 1867 році, і родоначальником якого був Опанас Бахтін (кінець XVII століття), але він не затверджений герольдією в стародавньому дворянстві і записаний в другу частину родовідних книг Орловської і Калузької губерній.